# پولیگون (بلاکچین)
پولیگون (سابق Matic Network) یک پلت فرم بلاک چین است که هدف آن ایجاد یک سیستم بلاک چین چند زنجیره ای سازگار با اتریوم است. همانند اتریوم، از مکانیزم اجماع اثبات سهام برای پردازش تراکنش‌های زنجیره‌ای استفاده می‌کند. توکن بومی پولیگون متیک نام دارد. متیک یک توکن ERC-20 است که امکان سازگاری با سایر ارزهای دیجیتال آتریوم را فراهم می‌کند. پولیگون در برنامه‌های غیرمتمرکز (dApps) مانند امور مالی غیرمتمرکز، سازمان نامتمرکز خودگردان و رمز غیرمثلی استفاده می‌شود.

## تاریخ
شبکه متیک در سال ۲۰۱۷ توسط چهار مهندس نرم‌افزار مستقر در بمبئی (جینتی کانانی، ساندیپ نایلوال، انوراگ آرجون و میهایلو بجلیچ) راه اندازی شد.
در فوریه ۲۰۲۱، این پروژه به فناوری پولیگون تغییر نام داد و شروع به توصیف خود به عنوان یک شرکت وب۳ و متاورس کرد. در دسامبر ۲۰۲۱، پولیگون شبکه بلاک چین میر را با ۲۵۰ میلیون توکن متیک (حدود ۴۰۰ میلیون دلار در زمان معامله) خریداری کرد. مجموعه‌های ZK برای تخلیه داده‌ها از آتریوم برای کاهش هزینه‌ها و سرعت بخشیدن به فرایند تراکنش در عین حفظ امنیت در نظر گرفته شده بود. در دسامبر ۲۰۲۱، پولیگون یک آسیب‌پذیری امنیتی را فاش کرد که منجر به سرقت ۸۰۱۶۰۱ توکن متیک شد.
در فوریه ۲۰۲۲، پولیگون با فروش توکن‌های متیک در دوری به رهبری
سکویا کپیتال هند از جمله تایگر گلوبال و صندوق چشم‌انداز سافت بانک مقدار ۴۵۰ میلیون دلار جمع‌آوری کرد.
در ۱۵ دسامبر ۲۰۲۲، دونالد ترامپ مجموعه‌ای از NFTهای هنری دیجیتال را که در شبکه پولیگون ضرب شده‌اند را برای فروش به عموم مردم به قیمت ۹۹ دلار راه‌اندازی کرد.

## فن آوری
پولیگون از یک مکانیسم اجماع اثبات سهام استفاده می‌کند که امکان دستیابی به اجماع با هر بلوک را فراهم می‌کند. دستیابی به اجماع با استفاده از اثبات سنتی سهام مستلزم پردازش بسیاری از بلوک‌ها برای دستیابی به اجماع است. روش اثبات سهام مستلزم آن است که شرکت‌کنندگان شبکه در ازای حق اعتبارسنجی تراکنش‌های شبکه پولیگون، توکن‌های متیک خود را به اشتراک بگذارند - موافقت کنند که معامله یا فروش نکنند. اعتباردهنده‌های موفق در شبکه پولیگون با توکن‌های متیک پاداش می‌گیرند.
هدف شبکه پولیگون رفع مشکلات موجود در پلتفرم آتریوم، یعنی کارمزد تراکنش بالا و سرعت پردازش پایین است.

## شراکت
در ژوئیه ۲۰۲۲، پولیگون در برنامه شتاب ۲۰۲۲ دیزنی شرکت کرد تا به واقعیت افزوده، NFT و هوش مصنوعی گسترش یابد.
در اکتبر ۲۰۲۲، پلیس هند در فیروزآباد شروع به استفاده از پولیگون برای گزارش جرایم کرد.